# 希拉·杰弗里斯
希拉·杰弗里斯（英語：Sheila Jeffreys，1948年5月13日—），英国基進女性主義者，主要致力于反对男性暴力和支持女同性恋女性主义。她于1973年加入了她在英国的第一个妇女解放运动团体，并于1977年成为一名女同性恋者。1991年，她搬到澳大利亚，在墨尔本大学任教，2015年退休后回到英国。她是多本女性主义书籍的作者，涉及的问题包括人类性行为历史、女同性恋女性主义、性交易、男同性恋政治、美容实践、父权制宗教对妇女权利的威胁以及跨性别政治。
杰弗里斯认为男性意义上的「性革命」与其说是促进了妇女的自由，不如说是助长了对妇女的持续压迫，这一观点既赢得了尊重，也招致了激烈的批评。    她认为，女性为追求美而承受痛苦是对父权虐待狂的一种屈服，跨性别者通过变性手术复制压迫性的性别角色并残害了自己的身体，而同志文化则由于模仿男性酷儿文化中带有性别歧视的施虐/受虐（BDSM）性行为而受到了负面影响。

## 早期生活
1948年，杰弗里斯的父亲亚瑟·杰弗里斯(Arthur Jeffreys)是驻莱茵河英国陆军的一名上尉，其所在部队当时驻扎在德国明斯特，杰弗里斯之后便出生在当地的一间军事医院。在她3岁时，全家搬回了英国，但很快又因为部队调动，他们一家去了马耳他居住。直到她10岁时，全家才回到英国本土稳定下来。她在11岁时进入特威克纳姆的一所女子文法学校就读，然后在18岁时进入曼彻斯特大学攻读历史，在获得文学硕士学位后，她进入唐屋女子中学任教。在唐屋女子中学的3年（1971年-1973年）教师生涯中，她开始阅读女性主义有关的书籍，成为她个人女性主义的起点。杰弗里斯在她于2005年出版的《美丽与厌女症》一书中这样描述当时的自己：
「1973年，作为女权运动的一份子，我放弃了美容的做法，并得到了我周围成千上万的异性恋和女同性恋妇女的支持，她们也在拒绝这些做法。我不再把头发染成『中金貂』的颜色，而是把它剪短。我不再化妆，我不再穿高跟鞋，最终放弃了穿裙子。我也不再刮腋毛和腿毛。即使在20世纪90年代和21世纪初最黑暗的年代，我也没有回到这些做法中去，当时妇女解放运动不再推崇拒绝这些文化要求。」

## 著作概略

### 《爱你的敌人？异性恋女性主义和政治女同性恋主义之间的辩论》
1979年，杰弗里斯同利兹革命女性主义团体的其他成员一起撰写了《爱你的敌人？异性恋女性主义和政治女同性恋主义之间的辩论(Love Your Enemy? The Debate Between Heterosexual Feminism and Political Lesbianism)》。作者们这样写到：「我们确实认为……所有女性主义者都可以而且应该是女同性恋者。我们对政治女同性恋者的定义是不与男人做爱的女性身份女性。这并不意味着必须与女性产生性行为。」 

### 《历史的性动力：男性的力量，女性的抵抗》
杰弗里斯是《历史的性动力：男性的力量，女性的抵抗(The Sexual Dynamics of History: Men's Power, Women's Resistance)》的共同撰稿人之一，这是一部由伦敦女性主义历史团体于1983年出版的关于性别关系的女性主义著作选集。 杰弗里斯撰写了「1920年代的性改革和反女权主义」一章。 

### 《老处女和她的敌人：女性主义和性 1880–1930》
在1985年出版的《老处女和她的敌人：女性主义和性 1880–1930(The Spinster and Her Enemies: Feminism and Sexuality 1880–1930)》中，杰弗里斯探讨了世纪之交女性主义者在社会纯洁运动中的参与。而在她1990年的作品《反高潮:女性主义视角下的性革命(Anticlimax: A Feminist Perspective on the Sexual Revolution)》中，杰弗里斯对1960年代的性革命提出了批评。 

### 《女同性恋异端》
《女同性恋异端(The Lesbian Heresy)》一书于1993年出版。 杰弗里斯在其中批评了涉及女性的施虐/受虐（BDSM）行为。一位参与施虐受虐的作者引用了杰弗里斯在这本书中的观点，作为反对施虐/受虐人士「简单化和二元思维」的一个例子。杰弗里斯将施虐/受虐描述为「男性至上主义」，这是对异性恋男性统治和女性压迫的再现，美化暴力并将女性身体用作性援助，以及反女同性恋和法西斯主义。作者声称杰弗里斯忽略了一些异性恋女性可能喜欢施虐受虐活动，而「主导方」可能是努力给「顺从方」带来快乐的女性，而不是她描述的被动接受性的女性。 

### 《工业阴道：全球性交易的政治经济学》
《工业阴道：全球性交易的政治经济学(The Industrial Vagina: The Political Economy of the Global Sex Trade)》于2009年出版。在书中，杰弗里斯描述了性产业的全球化，并将婚姻称为卖淫的一种形式。 杰弗里斯写道，「男性对女性身体进行性使用的权利并没有消失，但仍然是异性关系基础上的一种假设」，并在婚姻和卖淫之间建立了联系，例如邮购新娘，她认为这是人口贩卖的一种形式。 

## 对跨性别的看法
在与作家朱莉·宾德尔的对谈中，杰弗里斯认为性別重置手術是美容產業的延伸，为更深层次的问题提供了美容解决方案。她认为，在一个没有性别之分的社会，没有必要进行这样的手术。 杰弗里斯在各种论坛上提出了这些观点。例如，在1997年《女同性恋研究杂志》的一篇文章中，杰弗里斯认为，「变性应该被视为对人权的侵犯」。她还认为，「绝大多数变性者仍然认同传统的女性刻板印象」，并且通过在医学和社会上的转变，跨性别女性正在「正在构建一个保守的女性应该是什么样的幻想。她们正在发明一种女性的本质，这种本质是极具侮辱性和限制性的。” 
杰弗里斯对变性话题的看法受到了跨性别活动家的质疑。杰弗里斯的批评者罗兹·卡维尼在《卫报》上写道，「杰弗里斯和与她观点相同的基進女性主義者表现得像邪教」。卡维尼将杰弗里斯禁止变性手术的愿望与天主教会禁止堕胎的愿望进行了比较，认为这两项提议都对「所有女性产生了负面影响」。
由杰弗里斯和罗琳·戈特沙尔克(Lorene Gottschalk)合著的《性别伤害：对变性政治的女性主义分析(Gender Hurts: A Feminist Analysis of the Politics of Transgenderism)》于2014年4月出版。蒂莫西·劳里（Timothy Laurie）认为，男女之间在性别方面的社会动态的正式化在「战略」和「红利」方面造成了伤害，有「将不平等经济交换的持续存在与不太可预测但同样重要的关于什么被标记为『男性』和『女性』以及为了什么集体目的的斗争混淆起来的风险。」 
2014年5月，对于杰弗里斯认为变性手术是父权控制的一个组成部分，朱迪思·巴特勒回应说：「这种社会建构的观点的一个问题是，它暗示跨性别者对自身的性别是什么以及应该是什么的感觉本身就是 『建构的』，因此，这不是真实的。 然后，『女性主义警察』就会来揭露这种建构，并质疑跨性别者对其生活现实的感觉。」
在《性別傷害》一書中，杰弗里斯認為，對於女性主義者來說，使用指涉生物性別的代名詞是重要的，因為陰性代名詞展現出對順性別女性歷史性壓迫的敬重。她認為跨性別女性無法擁有這種地位，因為她們並未經歷相同的壓迫，使用女性代名詞更掩蓋了她們保有的男性特權。 2015年4月，基進女性主義法學家凱瑟琳·麥金儂回應道，杰弗里斯對代名詞的立場是基於一種訴諸自然的道德觀，與女性主義的成就相悖，特別是從性別政治分析的角度來看。
杰弗里斯在2014年澳大利亚ABC电台的《赛峰周日之夜》节目中表示，变性女性要么是「不觉得自己在男性体内可以成为同性恋的同性恋男性」，要么是「对穿着女性衣服和拥有女性外表有性兴趣的异性恋男性」，引发了变性社群成员对变性恐惧症的批评。  
2018年3月，杰弗里斯在英国下议院发表题为「变性主义和对女性主义的攻击」的演讲时说：「当男人声称自己是女人......并寄生在被压迫者的身体上时，他们就会为被压迫者说话......」。她的言论被记者肖恩·菲称为「一种法西斯战术，使跨性别女性失去人性。」 
杰弗里斯是妇女人权运动的共同创始人，该运动被描述为一个反跨性别组织。 

## 著作
书籍
- Jeffreys, Sheila. . New York: Routledge & K. Paul. 1987. ISBN 9780710209368.
- Jeffreys, Sheila. . London: Women's Press. 1990. ISBN 9780704342033.
- Jeffreys, Sheila. . North Melbourne, Victoria: Spinifex. 1993. ISBN 9781875559176.
- Jeffreys, Sheila. . North Melbourne, Victoria: Spinifex. 1997. ISBN 9781875559633.
- Jeffreys, Sheila. . Cambridge Malden, Massachusetts: Polity Press in association with Blackwell Pub. 2003. ISBN 9780745628387.
- Jeffreys, Sheila. . London New York: Routledge. 2005. ISBN 9780415351829.
- Jeffreys, Sheila.  2nd. North Melbourne, Victoria: Spinifex. 2008. ISBN 9781876756673.
- Jeffreys, Sheila. . London New York: Routledge. 2009. ISBN 9780415412339.
- Jeffreys, Sheila. . Abingdon, Oxfordshire New York: Routledge. 2012. ISBN 9780415596749.
- Jeffreys, Sheila. . Abingdon, Oxfordshire: Routledge, Taylor & Francis Group. 2014. ISBN 9780415539401.
- Jeffreys, Sheila. . Oxon: Routledge. 2018. ISBN 978-1138096561.
- Jeffreys, Sheila. . Melbourne, Australia: Spinifex. 2020. ISBN 9781925950205.
- Jeffreys, Sheila. . Mission Beach, Australia: Spinifex. 2022. ISBN 9781925950700.

书籍章节
- Jeffreys, Sheila. . Leidholdt, Dorchen; Raymond, Janice G.  (编). . New York and London: Teachers College Press. 1990. ISBN 978-0807762387.
- Jeffreys, Sheila. . Hornsby, Jennifer; Frazer, Elizabeth; Lovibond, Sabina  (编). . Oxford, UK Cambridge, Massachusetts, USA: Blackwell. 1992. ISBN 9780631178316.
- Jeffreys, Sheila. . Jackson, Stevi; Scott, Sue  (编). . New York: Columbia University Press. 1996: 46–56. ISBN 9780231107082.
- Jeffreys, Sheila. . Jackson, Stevi; Scott, Sue  (编). . New York: Columbia University Press. 1996: 238–244. ISBN 9780231107082.
- Jeffreys, Sheila. . Bell, Diane; Klein, Renate  (编). . North Melbourne, Victoria: Spinifex Press. 1996: 359–374. ISBN 9781875559381.
- Jeffreys, Sheila. . Richardson, Diane  (编). . Buckingham Philadelphia, Pennsylvania: Open University Press. 1996. ISBN 9780335195046.
- Jeffreys, Sheila. . Mintz, Beth; Rothblum, Esther D.  (编). . New York: Routledge. 1997: 269–278. ISBN 9780415917018.
- Jeffreys, Sheila. . Whisnant, Rebecca; Stark, Christine  (编). . North Melbourne, Victoria: Spinifex Press. 2004: 386–399. ISBN 9781876756499.
- Jeffreys, Sheila. . Tankard Reist, Melinda; Bray, Abigail  (编). . North Melbourne, Victoria: Spinifex Press. 2011: 136–143. ISBN 9781876756895.
- Jeffreys, Sheila. . Coy, Maddy  (编). . Farnham, Surrey, England Burlington, Vermont: Ashgate. 2012: 69–86. ISBN 9781409405450.

散文和小册子
- Onlywomen Press. . London: Onlywomen Press. 1981. ISBN 9780906500088. A pamphlet by Leeds Revolutionary Feminist Group. Pdf version. （页面存档备份，存于）
- Jeffreys, Sheila. . Women's Studies International Forum. September–October 1994, 17 (5): 459–472. doi:10.1016/0277-5395(94)00051-4.
- Jeffreys, Sheila; Sullivan, Mary.  (PDF). Fitzroy North, Victoria: Coalition Against Trafficking In Women. 2001  [2022-08-25]. OCLC 223634685. （原始内容 (PDF)存档于2016-07-02）.
- Jeffreys, Sheila. . Sisyphe.org. 15 February 2004  [2022-08-25]. （原始内容存档于2012-02-22）.